# تیم ملی فوتبال زیر ۲۳ سال تاجیکستان
تیم ملی فوتبال زیر ۲۳ سال تاجیکستان نماینده تاجیکستان در بازی‌های المپیک و بازی‌های آسیایی است و زیر نظر فدراسیون فوتبال تاجیکستان فعالیت میکند.

## بازی‌های اخیر
بازی‌های آسیایی ۲۰۱۴
| ۱۴ سپتامبر ۲۰۱۴ بازی‌های آسیایی ۲۰۱۴ | سنگاپور | ۰ – ۱ | تاجیکستان            | ورزشگاه آنسان وا |
| ۱۴:۰۰                               |         | گزارش | Siyovush Asrorov ۸۷' |                  |

| ۱۷ سپتامبر ۲۰۱۴ بازی‌های آسیایی ۲۰۱۴ | فلسطین                   | ۲ – ۱ | تاجیکستان            | ورزشگاه آنسان وا |
| ۱۷:۰۰                               | Mara'aba ۳۴' · Mousa ۳۷' | گزارش | Siyovush Asrorov ۲۸' |                  |

| ۲۱ سپتامبر ۲۰۱۴ بازی‌های آسیایی ۲۰۱۴ | تاجیکستان      | ۲ – ۱ | عمان | ورزشگاه فوتبال اینچئون |
| ۱۷:۰۰                               | Ergashev ۹۰+۲' | گزارش |      |                        |

| ۲۶ سپتامبر ۲۰۱۴ بازی‌های آسیایی ۲۰۱۴ | عراق                                                               | ۴ – ۲ | تاجیکستان                   | ورزشگاه فوتبال اینچئون         |
| ۱۶:۰۰                               | همام طارق ۷' · سلام شاکر ۴۷' · علی عدنان کاظم ۶۲' · مصطفی ناظم ۸۴' | گزارش | Vasiev ۳۷' · Fatkhuloev ۸۸' | داور: Ko Hyung-jin (کرهٔ جنوبی) |